# Maylandia
Maylandia är ett släkte av fiskar. Maylandia ingår i familjen Cichlidae.

## Dottertaxa tillMaylandia, i alfabetisk ordning[1]
- Maylandia aurora
- Maylandia barlowi
- Maylandia benetos
- Maylandia callainos
- Maylandia chrysomallos
- Maylandia cyneusmarginata
- Maylandia elegans
- Maylandia emmiltos
- Maylandia estherae
- Maylandia flavifemina
- Maylandia glaucos
- Maylandia greshakei
- Maylandia hajomaylandi
- Maylandia heteropicta
- Maylandia lanisticola
- Maylandia livingstonii
- Maylandia lombardoi
- Maylandia mbenjii
- Maylandia melabranchion
- Maylandia mossambicus
- Maylandia nkhunguensis
- Maylandia phaeos
- Maylandia pursa
- Maylandia pyrsonotos
- Maylandia sandaracinos
- Maylandia sciasma
- Maylandia thapsinogen
- Maylandia xanstomachus
- Maylandia xanthos
- Maylandia zebra